# Henrik Ibsen
Henrik Johan Ibsen  (Skien, 20 de marzo de 1828-Cristianía, 23 de mayo de 1906) fue un dramaturgo y poeta noruego. Es considerado el más importante dramaturgo noruego y uno de los autores que más han influido en la dramaturgia moderna, padre del drama realista moderno y antecedente del teatro simbólico.
Ibsen suele ser considerado uno de los dramaturgos más destacados de la tradición europea, y está ampliamente considerado como el dramaturgo más destacado del siglo XIX. Influyó en otros dramaturgos y novelistas como George Bernard Shaw, Oscar Wilde, Arthur Miller, Marguerite Yourcenar, James Joyce, Eugene O'Neill y Miroslav Krleža. Ibsen fue candidato al Premio Nobel de Literatura en 1902, 1903 y 1904. En su época, sus obras fueron consideradas escandalosas por una sociedad dominada por los valores victorianos, al cuestionar el modelo de familia y de sociedad dominantes. Sus obras no han perdido vigencia y es uno de los autores no contemporáneos más representados en la actualidad.
Ibsen escribió sus obras en dano-noruego, y fueron publicadas por la editorial danesa Gyldendal. Aunque la mayoría de sus obras están ambientadas en Noruega -a menudo en lugares que recuerdan a Skien, la ciudad portuaria donde creció-, Ibsen vivió 27 años en Italia y Alemania y rara vez visitó Noruega durante sus años más productivos. Los dramas de Ibsen se inspiraban en su pertenencia a la élite mercantil de Skien, y a menudo modelaba personajes o les daba nombres de miembros de su familia. Era el padre del primer ministro Sigurd Ibsen y un pariente del cantante moderno Ole Paus. Los dramas de Ibsen ejercieron una gran influencia en la cultura contemporánea.

## Biografía
Henrik Johan Ibsen nació el 20 de marzo de 1828 en Stockmanngården, en el seno de una familia acomodada de comerciantes en la próspera ciudad portuaria de Skien, en Bratsberg (Telemark). Era hijo del comerciante Knud Plesner Ibsen (1797–1877) y Marichen Cornelia Martine Altenburg (1799–1869). Creció socialmente como miembro de la familia Paus, que consistía en los hermanos Ole y Hedevig Paus y sus familias estrechamente unidas. Los antepasados de Ibsen eran principalmente comerciantes y propietarios de barcos en ciudades como Skien y Bergen, o miembros de la "aristocracia de funcionarios" del Alto Telemark, la élite de servidores públicos de la región. Jørgen Haave escribe que Ibsen "tenía fuertes lazos familiares con las familias que habían ostentado poder y riqueza en Telemark desde mediados del siglo XVI". El propio Henrik Ibsen escribió que "mis padres eran miembros, por ambos lados, de las familias más respetadas de Skien" y que estaba estrechamente relacionado con "prácticamente todas las familias patricias que entonces dominaban el lugar y sus alrededores". El cantante moderno Ole Paus es un pariente.
En 1852 consigue trabajo en el recientemente establecido Det norske Theater de Bergen, con el compromiso de estrenar una de sus obras al año. Estrena cuatro obras: La noche de San Juan (1853), una nueva versión de La tumba del guerrero (1854), La señora Inga de Ostraad (1855) y La fiesta en Solhaug (1856). En Bergen conoce a Susannah Thoresen, la hija de un clérigo protestante, con la que contraerá matrimonio el 18 de junio de 1858. En 1857 realiza viajes de estudios a Dresde y Copenhague.
En septiembre de 1857 regresa a Cristianía para hacerse cargo de la dirección artística del Cristianía Norske Theater hasta su quiebra en 1862. En 1858 estrena Los vikingos de Helgeland. Ese mismo año nace su hijo Sigurd y en años siguientes publica sus poemas Paa Vidderne (En las planicies) y I billedgalleriet (En la galería de arte) y escribe el drama La comedia del amor. A la quiebra del teatro le siguen meses de penuria económica; solicita a la Universidad una beca para viaje de estudios, le es concedida y viaja al oeste de Noruega recopilando datos sobre sus expresiones folclóricas. Escribe y publica el drama Los pretendientes de la corona (1863, según un tema concebido en 1858). 
En 1864 abandona Noruega y se dirige a Roma donde un año después se reunirá con su familia. Ibsen consideró no vivir en el ambiente luterano y conservador de Cristianía e inició un exilio voluntario de 27 años. En Roma residirá 4 años.
En 1868 se traslada a Alemania donde residirá primero en Dresde (1868-75) y más tarde en Múnich (1875-78). Ibsen es ya un dramaturgo con reconocimiento internacional y sus obras se representan en diversos países de Europa. En 1869 viaja a Egipto invitado como representante noruego a la inauguración del Canal de Suez. En 1873 es elegido miembro del jurado de arte internacional en la Exposición Universal de Viena. En 1878 vuelve a Roma, esta vez para residir durante siete años. Es en todo este tiempo de exilio voluntario cuando escribe su principal obra dramática, sus dramas realistas y simbolistas. 
En 1891, a los 63 años de edad, regresa definitivamente a Noruega y en 1895 fija su residencia en Cristianía. En 1898 Cristianía, Copenhague y Estocolmo (las tres capitales escandinavas) celebran solemnemente el septuagésimo aniversario de Ibsen. Sigue escribiendo, de esta época es su drama Juan Gabriel Borkman (1896) entre otras. En 1900 sufre un primer ataque de apoplejía al que le sucederán otros y que irán minando su salud hasta dejarlo postrado en cama totalmente paralítico. Muere el 23 de mayo de 1906 a los 78 años de edad.

## Principales obras

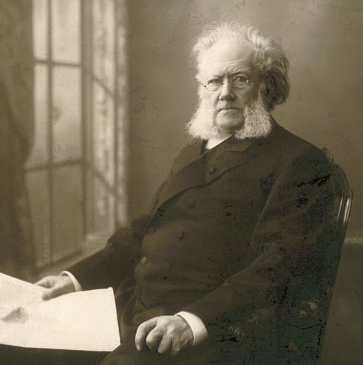
Henrik Ibsen fotografiado por Gustav Borgen

La obra dramática de Henrik Ibsen puede dividirse en tres etapas. Una primera etapa romántica que recoge la tradición y el folclore noruego. En estas obras retrata lo que él consideraba defectos del carácter noruego. Obras significativas de este periodo son: 
Brand (1866). Simbólicamente retrata la falta de solidaridad escandinava frente a la invasión prusiana de Dinamarca; su protagonista el sacerdote Brand sacrifica a su mujer y a su hijo por mantener sus principios. 
Peer Gynt (1868). Mediante su protagonista Peer, un soñador inconsecuente sin fuertes convicciones que deja todo a cargo de su fantasía, caricaturiza el genio noruego.
Una segunda etapa sería la que se ha llamado realismo socio-crítico. En esta segunda etapa Ibsen se interesa por los problemas sociales de su tiempo y los convierte en tema de debate. Los estrenos de sus obras se convirtieron en grandes polémicas cuando no en grandes escándalos. Ibsen en estas obras cuestiona los fundamentos de la sociedad burguesa. De esta etapa son sus  obras de tesis:
Casa de muñecas (1879). Desde sus primeros estrenos el 21 de diciembre de 1879 en el Teatro Real de Copenhague y el 20 de enero de 1880 en el Teatro Nacional de Cristianía, Nora, su protagonista, y su portazo final, se convirtieron en bandera del feminismo y su autor en abanderado. Ibsen plantea en esta obra, con el matrimonio Helmer, la relación entre sexos. Según sus propias palabras:

Existen dos códigos de moral, dos conciencias diferentes, una del hombre y otra de la mujer. Y a la mujer se la juzga según el código de los hombres. [...] Una mujer no puede ser auténticamente ella en la sociedad actual, una sociedad exclusivamente masculina, con leyes exclusivamente masculinas, con jueces y fiscales que la juzgan desde el punto de vista masculino.
(Notas para la tragedia actual. Ibsen.)

Casa de muñecas se estrenó en gran parte de los países de Europa generando una enorme polémica, siendo inevitable posicionarse a favor o en contra de su protagonista Nora, su portazo final fue motivo de escándalo (Ibsen se vio obligado a cambiar el final para su estreno en Alemania), sectores opinaron que era un ataque a los fundamentos de la familia. 
Espectros (1881). Su protagonista la señora Alving, siguiendo el consejo del pastor Manders, vive junto a su marido simulando ser feliz, siguiéndole en sus vicios e intentando ocultarlos, preservando la imagen respetable que la sociedad mantiene sobre él. Estrenada en Berlín fue prohibida el día de su estreno, fue igualmente prohibida durante quince años en Noruega al considerarla disoluta y revolucionaria. 
Un enemigo del pueblo (1882). Quizá esta obra surja como contestación a los ataques que Ibsen sufrió por su obra Espectros. Es el drama de un hombre de convicciones frente al pragmatismo de la sociedad. Su protagonista, el doctor Stockmann, denuncia que las aguas del balneario, principal fuente de ingresos del pueblo, están contaminadas y son un peligro para la salud. Las fuerzas sociales del pueblo tratan de ocultarlo y queda solo en su denuncia. En un momento dado el doctor Stockmann se expresa así: «He descubierto que las raíces de nuestra vida moral están completamente podridas, que la base de nuestra sociedad está corrompida por la mentira». Y cuando al fin queda solo y debe abandonar el pueblo con su familia la obra termina con su juicio, tal vez el sentimiento de Ibsen después del estreno de Espectros: «El hombre más fuerte del mundo es el que está más solo».

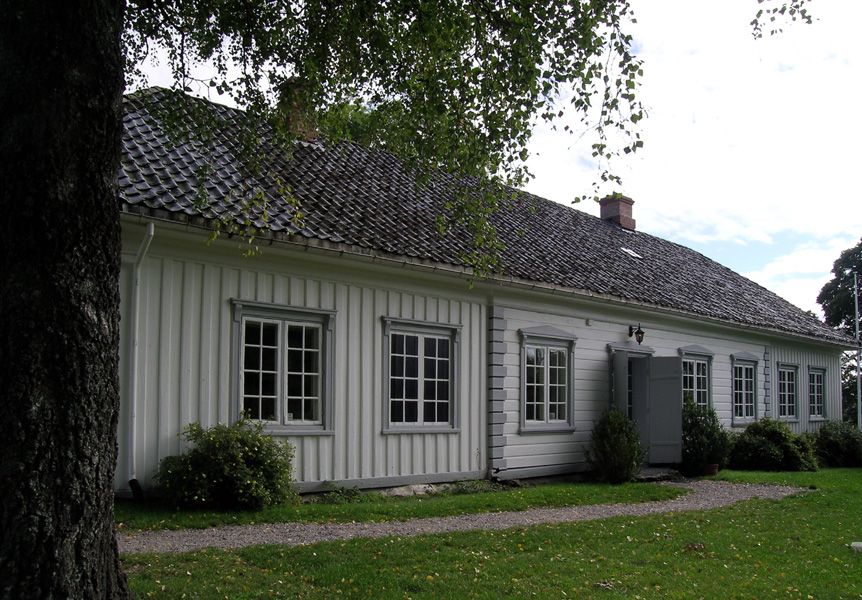
Hogar familiar en Skien entre 1836-1843

El pato silvestre (1884). En esta obra aun siendo realista da un paso hacia la tercera etapa del autor, el simbolismo. Este drama, aparentemente, ya no sería social sino íntimo, en el que nos habla sobre si es posible al hombre regenerarse; pero extendiendo el simbolismo, ese pato silvestre herido que se aferra al fango del fondo del lago para morir, bien podría ser una sociedad que se niega a oír la verdad, que sería su salvación, y se aferra a su mentira. Su personaje el Dr. Redling dirá a modo de conclusión: «La vida podría ser bastante agradable si no llamasen a la puerta esos acreedores reclamando el cumplimiento de los ideales a pobres hombres como nosotros».
La tercera etapa de Ibsen es la simbolista, en esta etapa predomina un sentido metafórico. Son obras significativas de esta etapa: La dama del mar (1888), Hedda Gabler (1890) y El maestro constructor (1892).
Uno de los máximos defensores del teatro de Ibsen sería el premio Nobel Bernard Shaw. De su teatro diría que es el máximo representante de «la obra bien hecha», refiriéndose a la obra bien construida, donde personajes y trama son verosímiles, perfectamente creíbles, por lo que al espectador le es fácil identificarse con ellos. 
El teatro de Ibsen influyó en otros autores de su tiempo, en los entonces jóvenes Strindberg y Chejov. El teatro del siglo XX es su deudor y aún hoy sus obras no han perdido vigencia siendo muy representadas en todo occidente.

## Recepción crítica

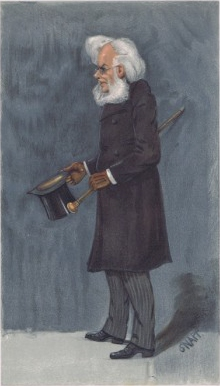
Ibsen caricaturizado por SNAPP para Vanity Fair, 1901

En la época en que Ibsen escribía, la literatura emergía como una fuerza formidable en la sociedad del siglo XIX. Con el enorme aumento de la alfabetización hacia finales de siglo, las posibilidades de que la literatura se utilizara para la subversión golpearon con horror el corazón del establishment. Las obras de Ibsen, desde "Casa de muñecas" en adelante, causaron un gran revuelo: no sólo en Noruega, sino en toda Europa, e incluso al otro lado del Atlántico, en América. Ningún otro artista, aparte de Richard Wagner, tuvo tal efecto internacionalmente, inspirando una adoración casi blasfema y un abuso histérico.
Tras la publicación de Fantasmas, escribió: "mientras duró la tormenta, he hecho muchos estudios y observaciones y no dudaré en explotarlos en mis futuros escritos. "  De hecho, su siguiente obra Un enemigo del pueblo fue considerada inicialmente por la crítica simplemente como su respuesta a las violentas críticas que habían recibido Fantasmas. Ibsen esperaba las críticas: como escribió a su editor: "Es probable que Fantasmas cause alarma en algunos círculos, pero no se puede evitar. Si no fuera así, no habría tenido necesidad de escribirla."
Ibsen no se limitaba a leer la reacción de la crítica a sus obras, sino que mantenía una correspondencia activa con críticos, editores, directores de teatro y directores de periódicos sobre el tema. La interpretación de su obra, tanto por parte de los críticos como de los directores, le preocupaba enormemente. A menudo aconsejaba a los directores sobre qué actor o actriz sería el más adecuado para un determinado papel. (Un ejemplo de ello es una carta que escribió a Hans Schroder en noviembre de 1884, con instrucciones detalladas para la producción de El pato salvaje.)
Al principio, las obras de Ibsen llegaban a un público mucho más amplio como obras leídas que representadas. Pasaron 20 años, por ejemplo, antes de que las autoridades permitieran la representación de "Fantasmas" en Noruega. A partir de 1879, cada nueva obra de Ibsen tuvo un efecto explosivo en los círculos intelectuales. Este efecto fue mayor en el caso de "Casa de muñecas" y "Fantasmas", y disminuyó con las obras posteriores, pero la traducción de las obras de Ibsen al alemán, francés e inglés durante la década siguiente a la publicación inicial de cada obra y las frecuentes nuevas producciones a medida que se concedía el permiso, hicieron que Ibsen siguiera siendo un tema de animada conversación durante las últimas décadas del siglo XIX. Cuando se publicó Casa de muñecas, tuvo un efecto explosivo: fue el centro de todas las conversaciones en todas las reuniones sociales de Christiania. Una anfitriona llegó a escribir en las invitaciones de su velada: "Le rogamos que no mencione la nueva obra del señor Ibsen".

## Obras dramáticas
- Catilina (1848-1850)
- La tumba del guerrero (1851)
- La noche de San Juan (1852)
- La señora Inger de Ostraat (1855)
- La fiesta de Solhaug (1856)
- Olaf Liliekrans (1857)
- Los guerreros de Helgeland (1858)
- La comedia del amor (1862)
- Los pretendientes de la corona (1863)
- Brand (1866)
- Peer Gynt (1867; como poema dramático)
- La unión de los jóvenes (1869)
- Emperador y Galileo (1873)
- Peer Gynt (1876; versión teatral)
- Las columnas de la sociedad (1877)
- Casa de muñecas (1879)
- Espectros (1881)
- Un enemigo del pueblo (1882)
- El pato silvestre (1884)
- La casa de Rosmer (1886)
- La dama del mar (1888)
- Hedda Gabler (1890)
- El maestro constructor (1892)
- El niño Eyolf (1894)
- John Gabriel Borkman (1896)
- Al despertar de nuestra muerte (1899)